# Rákoš (okres Košice-okolie)
Rákoš (Hongaars: Abaújrákos) is een Slowaakse gemeente in de regio Košice, en maakt deel uit van het district Košice-okolie.
Rákoš telt 346 inwoners.